# Premio Turing

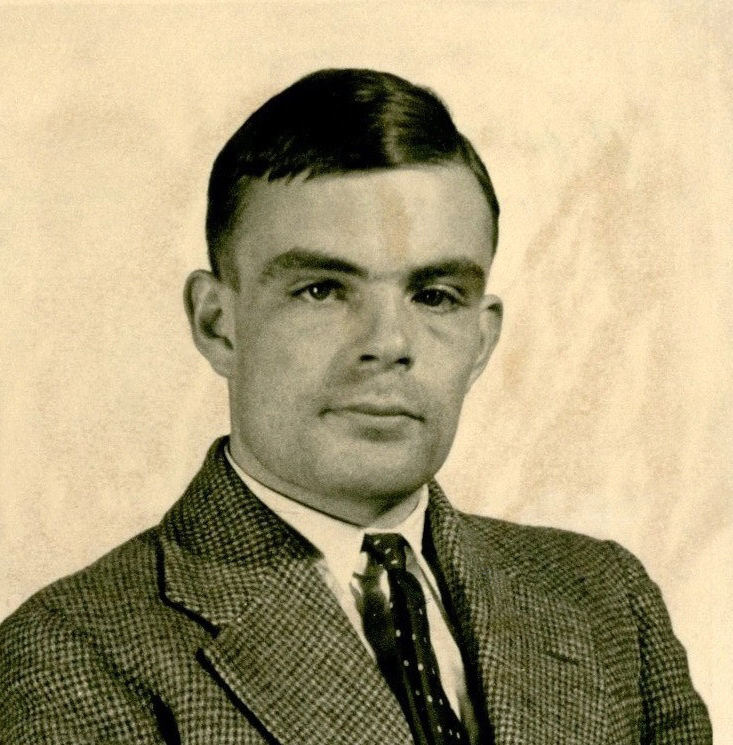
Alan Turing, la persona a cui è intitolato il premio

L'A.M. Turing Award (in italiano, premio Turing) è un premio, assegnato annualmente dalla Association for Computing Machinery (ACM), a una personalità che eccelle per i contributi di natura tecnica offerti alla comunità informatica, in particolare per progressi che siano duraturi e di elevata importanza tecnica.
Il premio viene spesso anche chiamato "premio Nobel dell'informatica" ed è intitolato al matematico inglese Alan Mathison Turing (1912–1954), in riconoscimento del suo contributo unico e originale alla nascita delle attività di calcolo mediante dispositivi automatici.
Il fatto che l'ACM si dedichi soprattutto al software e alla teoria dell'elaborazione dei dati ha come effetto che nessuno dei premi riguardi contributi strettamente dedicati all'hardware, settore al quale si dedica invece principalmente l'IEEE.
Il vincitore è invitato a tenere una lezione in occasione della premiazione, in seguito pubblicata su un periodico scientifico dell'ACM e, a partire dall'anno 2007 riceve un premio in denaro: fino al 2013 ammontava a 250000 $ ed era offerto da Intel e Google, mentre dall'edizione del 2014 la cifra è offerta solo da quest'ultima ed è salita a un milione.
Il primo vincitore, nel 1966, fu Alan Perlis della Carnegie Mellon University, mentre Frances E. Allen della IBM fu la prima donna a vincere il premio nel 2006, dopo quarant'anni dalla sua istituzione.

## Vincitori
| Anno | Vincitore                                        | Contributo che ha motivato il riconoscimento |
| ---- | ------------------------------------------------ | --- |
| 1966 | Alan J. Perlis                                   | «Per la sua influenza nell'area delle tecniche di programmazione avanzata e per la costruzione di compilatori.» |
| 1967 | Maurice V. Wilkes                                | «Programma a memorizzazione interna, librerie di programmi» |
| 1968 | Richard Hamming                                  | «Per il suo lavoro sui metodi numerici, sistemi di codifica automatica, codici di rilevazione e correzione errori» |
| 1969 | Marvin Minsky                                    | «Intelligenza artificiale» |
| 1970 | James H. Wilkinson                               | «Per la sua ricerca nell'analisi matematica che ha facilitato l'uso dei moderni computer digitali, in particolare per il lavoro svolto nelle computazioni di algebra lineare e l'analisi degli errori "all'indietro"» |
| 1971 | John McCarthy                                    | «Per il suo libro "The Present State of Research on Artificial Intelligence" che ha dato un importante contributo nell'area dell'intelligenza artificiale» |
| 1972 | Edsger Dijkstra                                  | «Per i suoi numerosi contributi al calcolo automatico e in particolare per l'Algoritmo di Dijkstra» |
| 1973 | Charles W. Bachman                               | «Per i suoi eccezionali contributi alle tecnologie dei database» |
| 1974 | Donald E. Knuth                                  | «Analisi degli algoritmi e disegno dei linguaggi di programmazione» |
| 1975 | Allen Newell Herbert A. Simon                    | «Intelligenza artificiale; psicologia della cognizione umana; elaborazione di liste» |
| 1976 | Michael O. Rabin Dana S. Scott                   | «Macchine non deterministiche» |
| 1977 | John Backus                                      | «Sistemi di programmazione di alto livello; procedure formali per la specificazione dei linguaggi di programmazione» |
| 1978 | Robert W. Floyd                                  | «Metodologie per la costruzione di software efficiente e affidabile» |
| 1979 | Kenneth E. Iverson                               | «Linguaggi di programmazione e notazione matematica; implementazione di sistemi interattivi; utilizzi educativi dell'APL; teoria e pratica dei linguaggi di programmazione» |
| 1980 | C. Antony R. Hoare                               | «Definizione e disegno dei linguaggi di programmazione» |
| 1981 | Edgar F. Codd                                    | «Sistemi per la gestione delle basi di dati; basi di dati relazionali» |
| 1982 | Stephen A. Cook                                  | «Complessità delle computazioni» |
| 1983 | Ken Thompson Dennis M. Ritchie                   | «Teoria generica dei sistemi operativi; implementazione del sistema operativo Unix» |
| 1984 | Niklaus Wirth                                    | «Sviluppo dei linguaggi per il computer» |
| 1985 | Richard M. Karp                                  | «Teoria degli algoritmi, in particolare teoria della NP-completezza» |
| 1986 | John Hopcroft Robert Tarjan                      | «Disegno e analisi degli algoritmi e delle strutture di dati» |
| 1987 | John Cocke                                       | «Teoria dei compilatori; architettura dei grandi sistemi; sviluppo dei computer \| RISC» |
| 1988 | Ivan Sutherland                                  | «Computer grafica» |
| 1989 | William (Velvel) Kahan                           | «Analisi numerica» |
| 1990 | Fernando J. Corbató                              | «CTSS; Multics» |
| 1991 | Robin Milner                                     | «LCF; ML; CCS» |
| 1992 | Butler W. Lampson                                | «Ambienti distribuiti di personal computing» |
| 1993 | Juris Hartmanis Richard E. Stearns               | «Teoria della complessità computazionale» |
| 1994 | Edward Feigenbaum Raj Reddy                      | «Sistemi di intelligenza artificiale di larga scala» |
| 1995 | Manuel Blum                                      | «Teoria della complessità computazionale; sue applicazioni alla crittografia e verifica dei programmi» |
| 1996 | Amir Pnueli                                      | «Logica temporale, verifica di programmi e sistemi» |
| 1997 | Douglas Engelbart                                | «Elaborazioni interattive» |
| 1998 | James Gray                                       | «Elaborazione delle basi di dati e delle transazioni» |
| 1999 | Frederick P. Brooks, Jr.                         | «Architettura dei computer; sistemi operativi; ingegneria del software» |
| 2000 | Andrew Chi-Chih Yao                              | «Teoria della computazione incluse generazione di numeri pseudocasuali, crittografia e complessità della comunicazione» |
| 2001 | Ole-Johan Dahl Kristen Nygaard                   | «Programmazione orientata agli oggetti» |
| 2002 | Ronald L. Rivest Adi Shamir Leonard M. Adleman   | «Crittografia con chiave pubblica» |
| 2003 | Alan Kay                                         | «Programmazione orientata agli oggetti» |
| 2004 | Vinton G. Cerf Robert E. Kahn                    | «Internetworking» |
| 2005 | Peter Naur                                       | «Forma di Backus - Naur e Algol-60» |
| 2006 | Frances E. Allen                                 | «Per il contributo ai compilatori di codice» |
| 2007 | Edmund M. Clarke E. Allen Emerson Joseph Sifakis | «Per la ricerca e sviluppo del model checking» |
| 2008 | Barbara Liskov                                   | «Per aver contribuito allo sviluppo dei linguaggi di programmazione e progettazione di sistemi, specialmente nel campo di astrazione dati, tolleranza degli errori e algoritmi di computazione distribuita» |
| 2009 | Charles P. Thacker                               | «Per la progettazione e la realizzazione pionieristica del primo personal computer moderno - lo Xerox Alto - e per le invenzioni ed i contributi alle reti locali (compresa l'Ethernet), le workstation multiprocessore, per gli studi sulla coerenza dei protocolli cache e per i Tablet PC»                                                                                |
| 2010 | Leslie G. Valiant                                | «Per i contributi alla teoria della computabilità, con la teoria nota come Probably Approximately Correct learning (PAC learning), alla teoria della complessità computazionale con la teoria della complessità dell'enumerazione, alla teoria del calcolo algebrico ed alla teoria del calcolo parallelo e distribuito.»                                                    |
| 2011 | Judea Pearl                                      | «Per i contributi fondamentali all'intelligenza artificiale attraverso lo sviluppo di un calcolo di ragionamento probabilistico e causale.» |
| 2012 | Silvio Micali Shafi Goldwasser                   | «Per i contributi che hanno permesso di gettare le basi della teoria della complessità nel campo della crittografia e per aver sperimentato nuovi metodi per la verifica efficiente di dimostrazioni matematiche nel campo della teoria della complessità.» |
| 2013 | Leslie Lamport                                   | «Per i contributi pionieristici nello studio dell'affidabilità e della consistenza dei sistemi di calcolo: "per i suoi contributi fondamentali alla teoria e alla pratica dei sistemi distribuiti e concorrenti, in particolare per l'invenzione di concetti quali causalità, orologi logici, safety e liveness, le replicated state machines, e la consistenza sequenziale» |
| 2014 | Michael Stonebraker                              | «Per i suoi fondamentali contributi ai concetti e alla pratica dei moderni sistemi di basi di dati.» |
| 2015 | Whitfield Diffie Martin Hellman                  | «Per i contributi fondamentali alla crittografia moderna. L'opera "New Directions in Cryptography" pubblicata nel 1976 da Diffie e Hellman ha introdotto le idee di crittografia a chiave pubblica e le firme digitali, alla base dei protocolli di sicurezza di maggior uso su Internet in quel periodo.»                                                                   |
| 2016 | Tim Berners-Lee                                  | «Per l'invenzione del World Wide Web, del primo browser web e dei protocolli e degli algoritmi fondamentali che consentono al web di evolvere.» |
| 2017 | John L. Hennessy David A. Patterson              | «Per un pionieristico approccio sistematico e quantitativo alla progettazione e alla valutazione di architetture di computer con un impatto duraturo nel settore dei microprocessori.» |
| 2018 | Yoshua Bengio Geoffrey Hinton Yann LeCun         | «Per scoperte concettuali e ingegneristiche che hanno reso le reti neurali profonde un componente critico dell'informatica.» |
| 2019 | Edwin Catmull Patrick M. Hanrhan                 | «Per i contributi fondamentali alla computer grafica 3D, e l'impatto della computer-generated imagery (CGI) nel cinema ed altre applicazioni.» |
| 2020 | Alfred Aho Jeffrey Ullman                        | «Per gli algoritmi fondamentali e la teoria sottostante l'implementazione dei linguaggi di programmazione e per aver raccolto questi risultati e quelli di molti altri all'interno di libri altamente influenti che hanno contribuito all'educazione di generazioni di informatici.»                                                                                         |
| 2021 | Jack Dongarra                                    | «Per il pionieristico contributo agli algoritmi di calcolo numerico e librerie che hanno permesso al software dedicato al calcolo ad alte prestazioni di tenere il passo con l'evoluzione esponenziale dell'hardware negli ultimi 40 anni.» |
| 2022 | Robert Metcalfe                                  | «Per l'invenzione, standardizzazione e commercializzazione di Ethernet.» |
| 2023 | Avi Wigderson                                    | «Per la ridefinizione del ruolo della casualità nella computazione e il suo decennale ruolo di leadership intellettuale nell'informatica teorica.» |
| 2024 | Andrew Barto Richard Sutton                      | «Per lo sviluppo delle basi concettuali e algoritmiche del reinforcement learning» |

## Riconoscimenti per nazione
| Nazione     | Numero premi |
| ----------- | ------------ |
| Stati Uniti | 50           |
| Regno Unito | 7            |
| Israele     | 6            |
| Canada      | 4            |
| Norvegia    | 2            |
| Danimarca   | 1            |
| Grecia      | 1            |
| India       | 1            |
| Italia      | 1            |
| Paesi Bassi | 1            |
| Svizzera    | 1            |
| Venezuela   | 1            |
| Totale      | 76           |